# Histoire de l'homéopathie
 (octobre 2010).
Si vous disposez d'ouvrages ou d'articles de référence ou si vous connaissez des sites web de qualité traitant du thème abordé ici, merci de compléter l'article en donnant les références utiles à sa vérifiabilité et en les liant à la section « Notes et références ».
 (octobre 2010).
- Si vous ne connaissez pas le sujet, laissez ce bandeau (vous pouvez alors contacter les auteurs).
- Si vous supprimez le contenu mis en cause (vous pouvez préalablement contacter les auteurs),

argumentez précisément cette suppression dans la page de discussion
(un manque de référence n'est pas un argument ; une recherche réelle de référence doit avoir été effectuée, être formellement documentée).
L'homéopathie est une médecine alternative considérée comme pseudoscience, et élaborée par Samuel Hahnemann à la fin du XVIIIe siècle.

## Formulation de l'homéopathie par Samuel Hahnemann

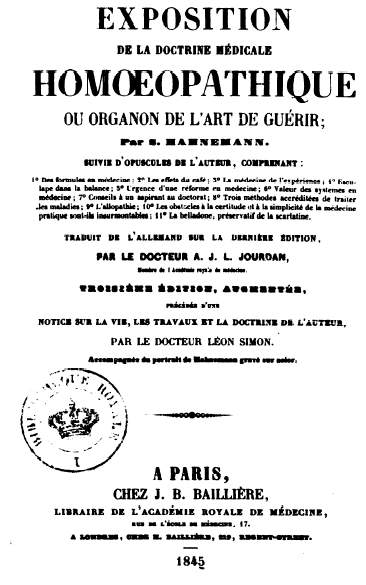
Organon de l'art de guérir (3e éd. traduction française, 1845)

Après avoir soutenu sa thèse de médecine et exercé quelques années, fort déçu de la thérapeutique de son époque, Samuel Hahnemann abandonna momentanément sa pratique pour traduire de nombreux auteurs qui l'avaient précédé. Lors de la lecture du Traité de matière médicale de William Cullen, il s'aperçut que les symptômes dus à l'action du quinquina (china), tels que décrits, ressemblaient fort à ceux de la « fièvre tierce » dont il avait souffert quelque temps auparavant et qu'il avait soignée, ainsi que l'Académie le recommandait, avec quelques gouttes de teinture de quinquina.
Il eut alors l'idée de vérifier les assertions de Cullen en prenant, ainsi qu'il le dit lui-même, « quatre gros de quinquina ». Apparurent alors ces symptômes décrits par Cullen. Il se demanda si cette étrange coïncidence était fortuite et expérimenta dans ce sens pendant six ans, avant de formuler son principe de similitude.
C'est à partir de ce principe qu'il a proposé une méthode de soins, en rupture avec les saignements et autres lavements de l'époque, qu'il nomma homéopathie. En 1796 un très important journal médical d'Allemagne en publia les bases représentées par son Essai sur un nouveau principe pour découvrir les vertus curatives des substances médicinales . En 1805, paraissent à Leipzig en latin Fragmenta de Viribus medicamentorum Positivis(connus sous l'appellation les Fragments), recueil qui contient les pathogénésies de vingt-sept drogues qu’il a expérimentées sur lui-même et ses proches. En 1806, il expose sa doctrine dans La Médecine de l’expérience qui développée, sera rééditée en 1810 sous le titre l’Organon de la médecine rationnelle. C'est la deuxième édition, en 1819, de ce traité de médecine homéopathique qui portera le titre célèbre l'Organon de l'art de guérir qui fut vite traduit en différentes langues. Hahnemann considérait la médecine de son époque comme pratiquant l'administration de remèdes produisant des symptômes qui n'ont aucun rapport direct avec l'état du mal, et la qualifia donc d'allopathie. Bien que son sens se soit perdu, cette dénomination perdure chez ses successeurs qui l'emploient désormais pour désigner tantôt la médecine fondée sur les faits, tantôt toute pratique à visée thérapeutique ne relevant pas de l'homéopathie.
Ne rencontrant pas le succès espéré auprès de ses confrères, Hahnemann déménage à Leipzig ville universitaire, où il entreprend de donner des cours après avoir passé une thèse en 1811 pour accéder au statut de lecteur : c'est effectivement à Leipzig que seront formés ses premiers disciples tels que Stapf, Gross et Moritz et Wilhem Müller. L'opposition à sa doctrine croissant à mesure de son audience Hahnemann se replie en 1821 à Koëthen où il publiera en 1828, le second ouvrage majeur dans la compréhension de l’homéopathie « Les maladies chroniques ».
Hahnemann et ses disciples expérimentèrent plus de 1 200 substances, d'où il publia cinq nouvelles versions de son organon.Hahnemann fait publier plus de 30,000 pages au cours de sa vie, résultat de traductions dans plusieurs langues vers l'allemand, d'articles, de travaux majeurs et d'ouvrages secondaires. La bibliographie de son œuvre et de sa correspondance en français est disponible sur le site de l'Institut d'histoire de la médecine de la Fondation Robert Bosch,.

## La popularité de l'homéopathie à ses débuts était liée à ses aspects spirituels, voire d'«art divin»
Pour Olivier Faure, professeur d'histoire contemporaine à l'Université Jean-Moulin - Lyon III, France et spécialiste de l'histoire de la médecine, la popularité de l'homéopathie à ses débuts est liée à ses aspects spirituels, voire religieux, qui la rendaient acceptable pour divers courants anti-matérialistes de l'époque. Certains disciples de Saint-Simon pensaient que l'homéopathie allait dans le sens d'une réconciliation entre la foi et la science. Hahnemann lui-même parlait d'« art divin » pour désigner l'homéopathie. Il pensait être l'agent de la révélation par Dieu de principes fondamentaux de la nature.
L'homéopathie s'organisait d'ailleurs à ses débuts comme une « Église », dont l'Organon constituait une sorte de livre saint. Certains n'hésitaient pas à organiser des pèlerinages dans le village de naissance d'Hahnemann. Ce dernier exigeait de ses patients une totale foi dans l'homéopathie et leur imposait la lecture de l'Organon.
Notons que les molécules n'étaient à l'époque qu'une hypothèse, et on ne commença à pouvoir les dénombrer dans un volume donné qu'à partir de la loi d'Avogadro (1811). Lorsque Hahnemann a mis en place la dilution, destinée à atténuer les effets des substances (puisqu'elles produisent des effets néfastes), il n'avait donc pas connaissance des travaux d'Amedeo Avogadro (la diffusion du savoir était lente, et les travaux sur les solutions aqueuses ne vinrent qu'après). Il ne pouvait donc pas réaliser que des dilutions au-delà de 12CH revenaient à produire un médicament sans molécule active.

## Diffusion dans le monde
Les cercles contestataires - notamment saint-simoniens, mais aussi fouriéristes - où se recrutaient beaucoup d'homéopathes permirent à l'homéopathie de s'étendre rapidement dans l'ensemble de l'Europe et du monde.
En 1925, à Rotterdam, est fondée la Ligue Homéopathique Internationale.

### Diffusion en France
Le comte Sébastien Des Guidi (1769-1863), d'origine italienne, est souvent donné comme l'introducteur de l'homéopathie en France, à Lyon,en 1830. Il fonde la Société homéopathique lyonnaise qui sera plus tard à l'origine de la Société gallicane. Dès 1827 à Strasbourg Bigel écrivit sur les travaux de Samuel Hahnemann tandis que Paul Curie donnait des consultations à Paris dès 1824. À partir de 1832, l'essentiel des œuvres d'Hahnemann commence à être disponible en Français. Hahnemann lui-même s'installera à Paris en 1835. L'homéopathie pénètrera rapidement en France, à Paris - et à Lyon - bien sûr, mais aussi en Province.
L'homéopathie rencontra assez tôt l'opposition des autorités médicales. En 1835 l’Académie de médecine condamne l’homéopathie, ce qui n'empêchera pas cette dernière de prospérer. Fin 1858, à la suite d'un procès en diffamation intenté par douze homéopathes au journal l'Union médicale devant la première chambre du Tribunal civil de la Seine, l’homéopathie reçoit un « blâme » des tribunaux.
En 1865, le Sénat de l’Empire émet un vote dilatoire publié dans le Moniteur universel. Le ministre de l’instruction publique autorise toutefois l’enseignement de l’homéopathie.
Le développement de l'homéopathie en France se fait par le biais de diverses organisations.
En 1833, Pierre Dufresne, de Genève, fonde la Société Homéopathique Gallicane qui regroupe les médecins homéopathes francophones (Suisses, Belges et Français).
En 1835, lors d'un Congrès à Paris une querelle oppose les médecins homéopathes « classiques » ou « puristes » aux médecins homéopathes « cliniques » ou « éclectiques ». Ces derniers, parmi lesquels on compte Jean Paul Tessier, médecin des hôpitaux de Paris et son élève Pierre Jousset, se regroupent autour de la société de médecine homéopathique de Paris : ils refusent les hautes dynamisations et sont près d'abandonner le principe de similitude que défendent à la société hahnemannienne de Paris des personnes comme Léon Simon, Jahr et Croverio. Cependant, en raison de la proclamation de la seconde République, de la propagation de l'épidémie de choléra, et pour faire face à l'opposition rencontrée de la part de la médecine officielle, les deux sociétés, seront amenées à fusionner en 1850, au sein d'une « Société Gallicane de médecine homéopathique ». Le 1er janvier 1855, Tessier fonde Hôtel-Dieu de Paris l'Art Médical qui sera l'organe de la nouvelle école, où l'homéopathie n'occupait que le côté thérapeutique. L'Art Médical voulait témoigner d'une union possible entre la thérapeutique officielle et l'approche homéopathique. À la suite des critiques rencontrées auprès notamment des hahnemanniens, il démissionne en 1856 de la Société Gallicane, allant même jusqu'à déclarer dans l'Art Médical qu'il récuse la qualification d'homéopathe. En 1860 Tessier fonde alors « la Société médicale homéopathique de France » qui se développe rapidement. Vers 1860 on aurait compté 443 homéopathes en France dont 140 à Paris, mais c'est là probablement une estimation contestable du fait de l'hétérogénéité des pratiques. En 1889, les deux tendances représentées par la Société médicale homéopathique de France et par la Société hahnemannienne fédérative, crée en 1868, se retrouvent au sein de la société française d’homéopathie où hahnemaniens purs et éclectiques s'entendent pour reconnaître, le principe de similitude, l’emploi de doses infinitésimales, la valeur de la Matière Médicale et le respect absolu de la méthode expérimentale.
Les découvertes de Pasteur vont raviver cette querelle. Tandis que Pierre Jousset et ses élèves, dont Édouard Vannier, reconnaissent la médecine pasteurienne, de nombreux médecins homéopathes français s'enthousiasment pour les travaux de l'américain James Tyler Kent partisan des très hautes dynamisations. En 1905 le docteur Jules Gallavardin, fils de Jean-Pierre Gallavardin, (lui-même élève de Sébastien Des Guidi et fondateur de l'hôpital homéopathique Saint Luc) édite à Lyon la revue mensuelle Le Propagateur de l'homéopathie (qui deviendra en 1932 L'Homéopathie moderne ). Léon Vannier créé la revue l’Homéopathie Française en 1912 autour de laquelle la mouvance éclectique organise l'enseignement « à la française » tandis que, sous l'impulsion des docteurs Gallavardin, Nebel et Duprat, les tenants de l’homéopathie hahnemannienne « pure » attachés aux très hautes dynamisations se regroupent dans la société d’homéopathie du Sud Est et de la Suisse Romande ou Société Rhodanienne d’homéopathie.
Ce même Léon Vannier homéopathe dans le XVIe arrondissement de Paris fonde le Dispensaire Hahnemann en 1931 pour rendre sa spécialité accessible aux plus démunis et pour en faire un lieu de formation professionnelle.

### Diffusion aux États-Unis
L'homéopathie fut introduite en Amérique par Constantin Hering (1800-1880), médecin assistant du Dr Robbi, chirurgien réputé de Leipzig. Ce dernier, hostile à l'homéopathie, demanda à Constantin Hering d'écrire un livre dans lequel il démontrerait le ridicule et l'inanité des théories de Samuel Hahnemann. Or Hering, avant d'avoir une opinion sur la doctrine hahnemannienne, voulut l'étudier à fond. Il entreprit donc la lecture de tout ce qu'avait publié son créateur et il ne tarda pas à y prendre le plus grand intérêt. Enfin, avec la conscience et le sérieux qu'il mettait à tout ce qu'il faisait, il essaya l'action de certains remèdes sur lui-même, en suivant la méthode de Hahnemann, et fut convaincu par les résultats obtenus. Il s'installa aux États-Unis en 1833. Il découvrit plusieurs médicaments homéopathiques importants.
James Tyler Kent (1849-1916) est un célèbre médecin et homéopathe américain. Il crée un répertoire permettant de valoriser plusieurs remèdes selon chaque symptôme recueilli lors de l'interrogatoire du patient. La recherche répertoriale[Quoi ?] consista alors à déterminer la substance qui a la plus grande probabilité de couvrir la totalité des symptômes. C'est dans cet esprit qu'ont été conçus plus tard divers répertoires numériques utilisant les capacités calculatoires de l'informatique.

### Diffusion en Grande-Bretagne
Paul Curie fonda à Londres The London Homéopatic Hospital en 1842.

## Après Hahnemann
Malgré un certain succès initial (et quelques réussites ponctuelles comme le dispensaire homéopathique créé en 1858 par l'abbé Alfred Duquesnay), l'homéopathie perdit beaucoup d'influence en France après la mort de Hahnemann en 1843, alors qu'aux États-Unis, les personnalités d'Eugène Beauharnais Nash et de James Tyler Kent maintinrent sa notoriété jusqu'à la Première Guerre mondiale. En France, à Lyon, en 1875 fut fondé rue Tronchet l'hôpital homéopathique Saint-Luc. Pierre Jousset et son fils Marc fondaient en novembre 1897 à Paris l'École française d'homéopathie, où enseigna aussi Gérard Encausse, plus connu sous le nom de Papus. L'hôpital Saint-Jacques dans le XVe arrondissement de Paris offrait des consultations de médecins homéopathes.
L'homéopathie fut rapidement en butte à des problèmes liés à la fabrication des médicaments homéopathiques. Depuis 1803, seuls les pharmaciens pouvaient vendre des médicaments. Beaucoup d'entre eux étaient hostiles à l'homéopathie, ou peu enclins à réaliser les opérations assez longues de dilution et de succussion nécessaires à la réalisation des préparations homéopathiques. En conséquence, les médecins homéopathes français fabriquaient eux-mêmes leurs médicaments, dans la plus totale illégalité. Bientôt naîtront des laboratoires tel Dolisos, Lehning, Boiron en France, Dr. Willmar Schwabe (de) en Allemagne, Nelson en Grande-Bretagne, USM aux États-Unis…
C'est Léon Vannier (1880-1963), médecin angevin, qui permit à l'homéopathie de sortir d'une certaine ombre induite par les difficultés de fabrication des remèdes. En 1911, il ouvrit avec René Baudry (1880-1966) à Paris une importante pharmacie homéopathique. Il fonda en 1926 les laboratoires homéopathiques de France, mettant ainsi fin aux difficultés d'approvisionnement en médicaments homéopathiques. Baudry crée en 1927 à Annonay le Laboratoire central homéopathique puis à Lyon le Laboratoire général homéopathique rhodanien.
Des homéopathes en dissidence de Léon Vannier impulsent la création en 1932, à Paris, d'un laboratoire homéopathique : le Laboratoire Central homéopathique de France : si les frères jumeaux Boiron en sont les dirigeants, et les propriétaires en titre, le véritable financier est le publicitaire Lucien Levy. Un an plus tard ce laboratoire change de nom et devient Laboratoires homéopathiques modernes sous la direction de Henri Boiron et René Baudry (qui sont débiteurs de Lucien Levy au titre de redevances pour des produits dont il détient les marques). De son côté, Jean Boiron dirige à Lyon la Pharmacie homéopathique rhodanienne (nouveau nom de la pharmacie de René Baudry qui deviendra Laboratoires homéopathiques Jean Boiron en 1941 quand la réglementation obligera à dissocier l’officine des laboratoires pharmaceutiques).
L'arrêté du 24 février 1939 qui définit des catégories de préparation homéopathiques vaut reconnaissance officielle. C'est toutefois seulement l'arrêté du 21 décembre 1948 qui reconnaît explicitement les médicaments homéopathiques (à l'exclusion des dilutions korsakoviennes et des hautes dilutions hahnemannienes). En 1967, la fusion de ces laboratoires avec les laboratoires centraux homéopathiques de France de René Baudry donnera naissance aux Laboratoires Boiron.
Le Syndicat national des médecins homéopathes français (SNMHF) est fondé, le 11 mai 1932, par une initiative de la Société française d’homéopathie.
Les laboratoires, plus productifs que les pharmacies, permirent la standardisation de la production et par la même le développement de l'homéopathie. Les profits consécutifs à ces développements permirent en retour le financement de formations, de recherches qui favoriseront un certain rapprochement avec la médecine officielle.

## Face à la médecine moderne
Très en vogue au XIXe siècle lorsque la médecine n'était pas une alternative sérieuse, l'utilisation de l'homéopathie s'effondre au XXe siècle avec l'invention des médicaments à substance active. Presque complètement disparue aux États-Unis, la pratique persiste dans deux pays : l'Inde et la France.
L'histoire récente de l'homéopathie est marquée à la fois par une utilisation relativement répandue et par d'importantes controverses scientifiques. Au regard de la médecine classique, l'homéopathie est considérée comme une médecine non conventionnelle reposant sur une pseudo-science. L'OMS la considère comme une médecine traditionnelle ou comme une médecine complémentaire et parallèle, selon le type de médecine dominant dans le pays considéré.
Une des controverses principales de l’homéopathie est que toutes les études menées pour évaluer leur efficacité ont conclu que les médicaments homéopathiques ne montrent pas d’effet plus bénéfique qu’un placebo. 
Effectivement, la méthode utilisée pour fabriquer l’homéopathie est la dilution. Cette méthode consiste à prendre une unité de pathogène et la diluer dans cent fois son volume d’eau. Ensuite la première dilution est quant à elle de nouveau diluée. Le nombre d’opération de dilution est indiqué sur les tubes d’homéopathies ; cela correspond à 1ch. Ainsi, pour le professeur de pharmacologie du CHU de Caen, Antoine Coquerel, le nombre de dilution est tellement important qu’il n'y a statistiquement plus aucune chance de retrouver une molécule active dans les médicaments conçus d'après ce principe. 
Ainsi, selon de nombreux spécialistes, l’efficacité de l’homéopathie ne dépend pas de ses composés mais en grande partie de la conviction du patient. En effet, si un patient pense que l’homéopathie va le guérir, il déclenchera, inconsciemment, une force permettant à son corps de s’auto guérir (c'est l'effet placebo).